# William Leefe Robinson

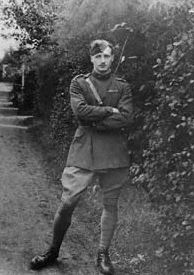
William Leefe Robinson

William Leefe Robinson VC (* 14. Juli 1895 in Coorg, Britisch-Indien; † 31. Dezember 1918 in Stanmore) war ein britischer Jagdflieger des Ersten Weltkrieges und der erste Pilot, dem es gelang, über britischem Gebiet mit einem Flugzeug ein deutsches Starrluftschiff abzuschießen. Für diese Leistung erhielt er das Victoria Cross.

## Leben
Robinson wurde 1895 im indischen Coorg als Sohn von Besitzern einer Kaffeeplantage geboren. Seine Schulbildung erhielt er in England an der Dragon School in Oxford und an der St Bees School im gleichnamigen Ort.

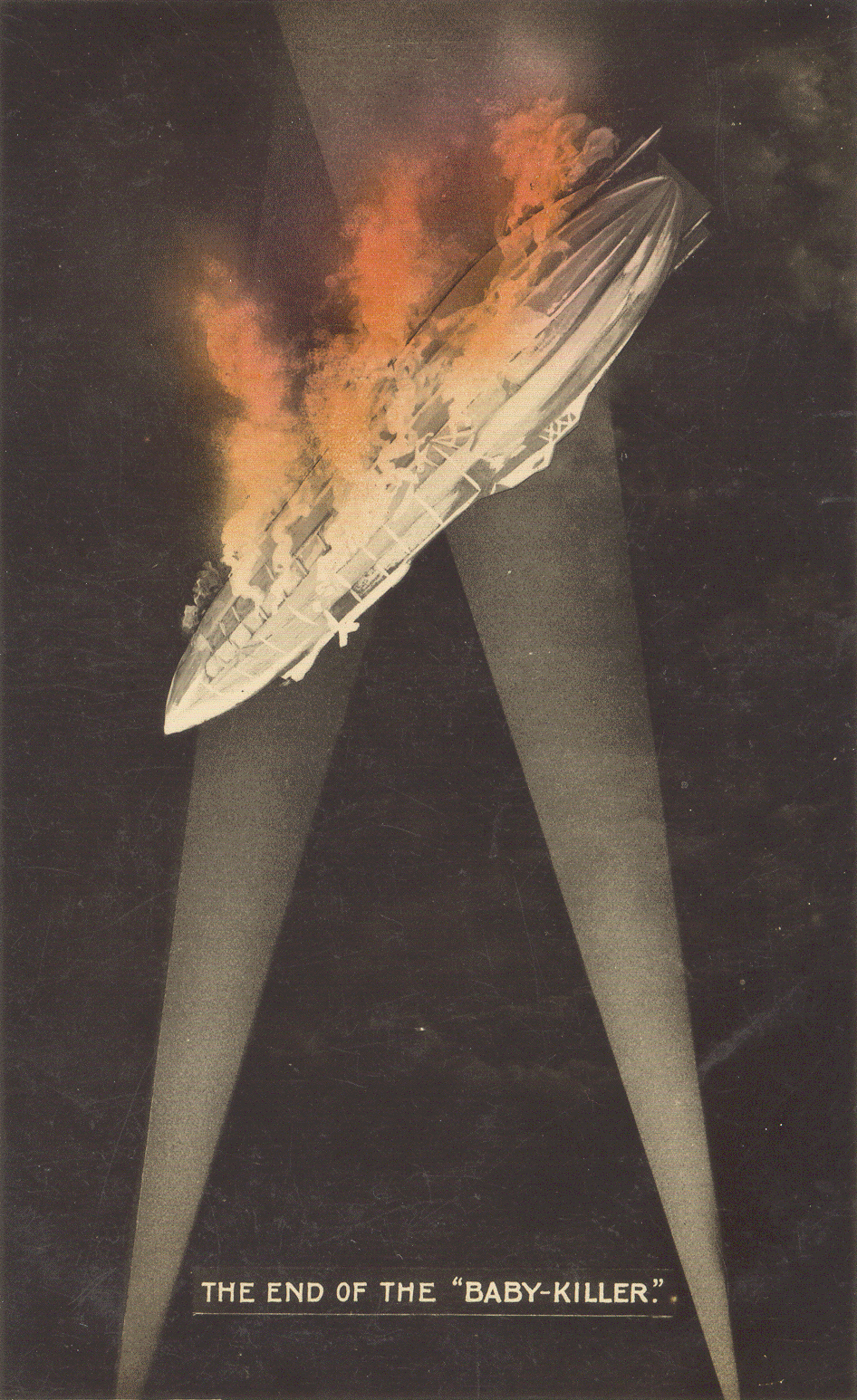
Britische Propagandapostkarte zum Abschuss des Luftschiffs SL-11

Bei Kriegsausbruch im August 1914 ging er zur Royal Military Academy Sandhurst und wurde im Dezember des Jahres dem Worcestershire-Regiment zugeteilt. Im März 1915 wurde er als Beobachter eines Aufklärungsflugzeugs zum neu gegründeten Royal Flying Corps nach Frankreich versetzt. Nach einer Verwundung bei Lille absolvierte er in England eine Pilotenausbildung und wurde anschließend der No. 39 Squadron zugeteilt. Diese war in Sutton Farm bei Hornchurch stationiert und wurde zur Nachtjagd eingesetzt, um den Bombardements durch deutsche Luftschiffe entgegenzuwirken.
In der Nacht vom 2. auf den 3. September 1916 flog Robinson einen B.E.2-Nachtjäger und sichtete dabei das Luftschiff Schütte-Lanz SL-11. Robinson flog das Luftschiff von unten in 11.500 Fuß Höhe (ca. 3.800 m) an und näherte sich auf 500 Fuß (ca. 160 m), bevor er das Feuer eröffnete. Das Luftschiff fing Feuer und stürzte in der Nähe von Cuffley ab, wobei die 16 Mann starke Besatzung umkam. Der Abschuss war ein propagandistischer Erfolg, denn er demonstrierte die Verwundbarkeit von Luftschiffen gegen die damals noch kaum entwickelten Jagdflugzeuge. Robinson wurde für den Abschuss mit dem Victoria Cross ausgezeichnet, den höchsten militärischen Tapferkeitsorden.
Bereits im Juni 1915 war es Reginald Alexander John Warneford gelungen, über dem belgischen Gent den Zeppelin LZ37 abzuschießen. Allerdings wurden dafür Bomben verwendet, die von oben auf den Zeppelin geworfen wurden, während Robinson Maschinengewehre verwendet. Ferner beschädigte die anschließende Explosion Warnefords Flugzeug erheblich, so dass der Pilot zur Notlandung auf feindlichem Gebiet und zu einer provisorischen Reparatur gezwungen war.
Im April 1917 wurde Robinson im Range eines Flight Commander der No. 48 Squadron des RFC zugeteilt und nach Frankreich verlegt. Bei seiner ersten Patrouille am 5. April 1917 geriet Robinsons Einheit in ein Gefecht mit Flugzeugen der Jasta 11 unter Manfred von Richthofen. Die No. 48 Squadron verlor vier ihrer sechs Flugzeuge vom Typ Bristol F.2, darunter auch jenes mit Robinson an Bord, welches von Sebastian Festner abgeschossen wurde. Robinson selber wurde verwundet und gefangen genommen. Die Gefangenschaft verbrachte er in Holzminden und in Zorndorf. Nach mehreren Fluchtversuchen wurde er zuletzt in Einzelhaft genommen, wobei sich sein Gesundheitszustand stetig verschlechterte.
Nach seiner Rückkehr nach Kriegsende erkrankte er an der Spanischen Grippe und verstarb am 31. Dezember 1918 im Haus seiner Schwester in Stanmore. Sein Grab befindet sich auf dem Friedhof der All Saints’ Church in Harrow Weald. In Cuffley, wo das von ihm abgeschossene Luftschiff abstürzte, wurde ihm ein Denkmal errichtet. Eine weitere Gedenktafel befindet sich in East Ridgeway; weiter ist die Straße „Robinson Close“ in Hornchurch nach ihm benannt. Mit 98.000 £ aus dem Erlös einer Versteigerung seiner Auszeichnungen und anderer Erinnerungsstücke wurde 1986 ein Wohltätigkeitsfonds zugunsten an Leukämie erkrankter Kinder eingerichtet.